# Dois Portos
Dois Portos ist ein Ort und eine ehemalige Gemeinde (Freguesia) im portugiesischen Kreis Torres Vedras. Die Gemeinde hatte 2107 Einwohner (Stand 30. Juni 2011).
Am 29. September 2013 wurden die Gemeinden Dois Portos und Runa zur neuen Gemeinde União das Freguesias de Dois Portos e Runa zusammengeschlossen.